# 路雲號驅逐艦 (DD-64)
路雲號驅逐艦（舷號DD-64）是一艘隸屬於美國海軍的驅逐艦，為桑普森級驅逐艦的二號艦。她是美軍第二艘以路雲為名的軍艦，以紀念美墨戰爭及美國內戰時期的海軍軍官史提芬·路雲（Stephen Clegg Rowan）。
路雲號在1915年於霍河造船廠開始建造，在1916年下水服役，其時第一次世界大戰已經爆發。接著路雲號主要留在大西洋訓練及作中立巡航。美國參戰後，路雲號被派往法國及愛爾蘭海域，掩護協約國船隻，並曾與德國潛艇交戰，但未能確認戰果。戰後路雲號留在加勒比海巡航，在1922年退役。1936年路雲號除籍，在1939年按倫敦海軍條約出售拆解。